# Mięsień szeroki szyi

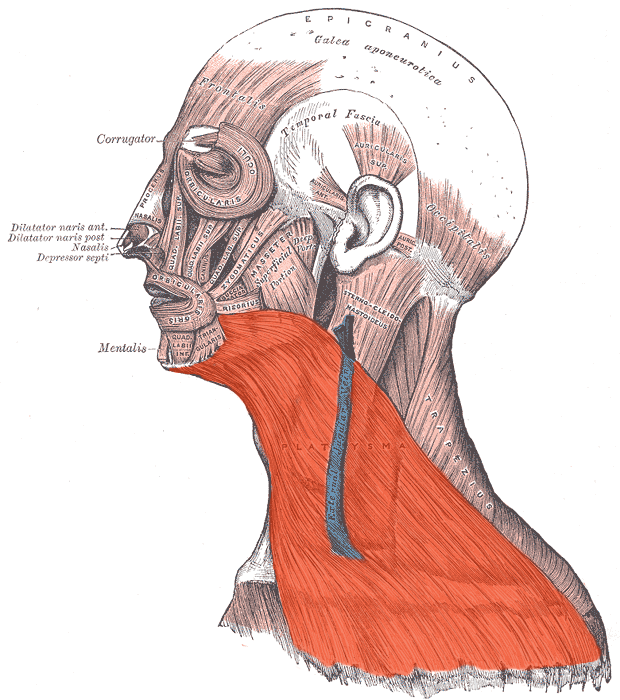
Mięsień szeroki szyi zaznaczony na czerwono; przebieg żyły szyjnej zewnętrznej, leżącej pod nim, zaznaczony na niebiesko.

Mięsień szeroki szyi (łac. platysma) – w anatomii człowieka cienki, szeroki, czworoboczny mięsień zaliczany do grupy powierzchownych mięśni szyi, położony tuż pod skórą w okolicy przedniej i bocznej szyi. 
Jego przyczep początkowy znajduje się w tkance podskórnej, na poziomie II i III żebra, w okolicy podobojczykowej. Biegnie ku górze i przyśrodkowo, kończąc się w części bocznej na powięzi przyuszniczej i żwaczowej, a w części przyśrodkowej w kącie ust, gdzie łączy się z włóknami mięśnia obniżacza kąta ust i mięśnia obniżacza wargi dolnej. Część włókien mięśniowych kończy się też poniżej podstawy żuchwy między guzkiem bródkowym a poziomem pierwszego zęba trzonowego.
Jego zadaniem jest przesuwanie kątów ust ku dołowi i bocznie, nadając twarzy wyraz gniewu lub strachu, a także unoszenie skóry i tkanki podskórnej szyi, zmniejszając nacisk na biegnącą pod nim żyłę szyjną zewnętrzną. 
Unaczyniony jest przez tętnicę twarzową, tętnicę szyjną wstępującą i tętnicę poprzeczną szyi, a unerwiony przez gałąź szyi nerwu twarzowego, łączącą się z gałęzią górną nerwu poprzecznego szyi, tworząc pętlę szyjną powierzchowną.